# Fed Cup 2014 Wereldgroep I play-offs
De Fed Cup 2014 Wereldgroep I play-offs vormden een naspel van de Fed Cup 2014, waarin promotie en degradatie tussen de twee hoogste niveaus (Wereldgroep I en Wereldgroep II) werden bevochten.
De wedstrijden werden gespeeld op 19 en 20 april 2014.

## Reglement
De vier verliezende teams van de eerste ronde van Wereldgroep I en de vier winnaars van Wereldgroep II nemen aan dit naspel deel. Het ITF Fed Cup comité bepaalt welke vier landen geplaatst worden, aan de hand van de ITF Fed Cup Nations Ranking. Hun tegenstanders worden door loting bepaald. Welk land thuis speelt, hangt af van hun vorige ontmoeting (om de andere), dan wel wordt door loting bepaald als zij niet eerder tegen elkaar speelden. Een landenwedstrijd bestaat uit (maximaal) vijf "rubbers": vier enkelspelpartijen en een dubbelspelpartij. Het land dat drie "rubbers" wint, is de winnaar van de landenwedstrijd. De vier winnende landen plaatsen zich voor de Fed Cup Wereldgroep I in het jaar erop. De vier verliezende landen zullen in het volgend jaar deelnemen in Wereldgroep II.

## Deelnemers
In 2014 namen de volgende acht landen deel aan de Wereldgroep I play-offs:
- Spanje (verloor van Tsjechië in Wereldgroep I)
- Verenigde Staten (verloor van Italië in Wereldgroep I)
- Rusland (verloor van Australië in Wereldgroep I)
- Slowakije (verloor van Duitsland in Wereldgroep I)
- Canada (won van Servië in Wereldgroep II)
- Argentinië (won van Japan in Wereldgroep II)
- Polen (won van Zweden in Wereldgroep II)
- Frankrijk (won van Zwitserland in Wereldgroep II)

## Plaatsing, loting en uitslagen
Geplaatste teams hebben het plaatsingcijfer tussen haakjes.
| locatie     | ondergrond    | thuisspelend land    | uitslag | uitspelend land |
| ----------- | ------------- | -------------------- | ------- | --------------- |
| Sotsji      | gravel (i)    | Rusland (1)          | 4-0     | Argentinië      |
| Quebec      | hardcourt (i) | Canada               | 3-1     | Slowakije (2)   |
| Saint Louis | hardcourt (i) | Verenigde Staten (3) | 2-3     | Frankrijk       |
| Barcelona   | gravel        | Spanje (4)           | 2-3     | Polen           |

### Vervolg
- Rusland handhaafde zijn niveau, en bleef in Wereldgroep I.
- Canada, Frankrijk en Polen promoveerden van Wereldgroep II in 2014 naar Wereldgroep I in 2015.
- Argentinië wist niet te ontstijgen aan Wereldgroep II.
- Slowakije, de Verenigde Staten en Spanje degradeerden van Wereldgroep I in 2014 naar Wereldgroep II in 2015.